# Czaik jaskiniowy
Czaik jaskiniowy (Metellina merianae) – gatunek pająka z rodziny kwadratnikowatych. Występuje w Europie oraz zachodniej i środkowej części Azji, w miejscach wilgotnych i zacienionych.

## Taksonomia
Gatunek ten został po raz pierwszy opisany w 1763 roku przez Giovanniego Antonia Scopoliego jako Aranea merianae. Carl Ludwig Koch przeniósł go w 1836 roku do rodzaju Meta. W rodzaju Metellina umieszczony został w 1980 roku przez Herberta Waltera Leviego.

## Morfologia
Samce osiągają od 4,5 do 8 mm długości ciała, zaś długość karapaksu u 10 zmierzonych okazów wynosiła od 2,94 do 4,07 mm, a szerokość od 1,26 do 1,49 mm. Samice osiągają od 5,3 do 12 mm długości ciała, zaś długość karapaksu u 51 zmierzonych wynosiła od 2,16 do 3,74 mm, a szerokość od 1,46 do 2,73 mm. Ubarwienie karapaksu jest żółtawozielone lub jasnożółtawobrązowe z czarnym lub prawie czarnym obrzeżeniem, czarnymi, nieregularnymi paskami rozchodzącymi się promieniście i czarną przepaską środkową z trójkątnym znakiem pośrodku. Szczękoczułki są rudobrązowe z czarną kropką na przedzie. Ich przednie krawędzie mają po 2 szeroko rozstawione zęby, a krawędzie tylne po 3 zęby i jeden drobny ząbek. Warga dolna ma kolor brązowy. Sternum może mieć barwę od brązowej przez ciemnobrązową po czarną. Jego tylna część wchodzi między biodra czwartej pary odnóży i ma zaokrąglony wierzchołek. Odnóża są żółtawozielone lub rudożółte, obrączkowane ciemnobrązowo lub czarno, o udach dwóch początkowych par czarno i nieregularnie nakrapianych. Opistosoma (odwłok) może być zielonkawa lub brązowawa do prawie czarnej, nakrapiana ciemnobrązowo, rudobrązowo i żółtawobiało. Na jej przedzie widnieje lancetowaty, jasno ubarwiony znak, a niekiedy przez jej środek biegnie szeroka, kremowa przepaska podłużna. Spód opistosomy jest pośrodku jasny z ciemnobrązowymi łatami lub szerokim, ciemnym znakiem.
Samiec ma nogogłaszczki z kilkoma długimi kolcami na cymbium oraz dużym, w połowie tak długim jak cymbium paracymbium, wyposażonym w listewki i guzki oraz wystający i zakrzywiony, pozbawiony płatów wyrostek (odnogę). Aparat kopulacyjny samca cechuje lekko zakrzywiony embolus z drobnym haczykiem na szczycie oraz tarczowata apofiza emboliczna z wklęśnięciem na powierzchni wewnętrznej. Epigyne samicy cechuje się wyraźnie odgraniczoną płytką środkową trapezowatego lub sercowatego kształtu, dużym i odgraniczonym zakrzywionymi ściankami przedsionkiem, brakiem przegrody środkowej oraz położonymi blisko bocznych ścianek otworami kopulacyjnymi. Kształt zbiorników nasiennych jest kiełbasowaty, a przewody kopulacyjne są długie i zakrzywione.

## Ekologia i występowanie
Pająk znany z prawie całej Europy, w tym z Polski. Dalej na wschód sięga przez Kaukaz i Turcję po środkowoazjatycką część Rosji i Iran. Zamieszkuje siedliska bardzo wilgotne i zacienione. Spotykany w jaskiniach (troglofil), na roślinności zwisającej nad strumieniami, pod mostami, w szczelinach skalnych, na kamiennych murach i w zacienionych częściach wilgotnych lasów liściastych.
Buduje koliste sieci łowne o małych i otwartych pępkach oraz około 20 promieniach. Jego sieci mają większe rozmiary i delikatniejszą konstrukcję niż w przypadku czaika wiosennego i czaika jesiennego, przypominając bardziej sieci przedstawicieli rodzaju Tetragnatha.
Spotkać go można przez cały rok, ale osobniki dorosłe są aktywne od początku maja do połowy października.